# Elecciones generales de Uruguay de 1926
Las elecciones de 1926 llevadas a cabo en Uruguay el domingo 28 de noviembre de ese año, tenían como propósito la elección del gobierno nacional, y de parte de los miembros del Poder Legislativo.

## Generalidades
De acuerdo con la Constitución de 1918, se votaron los cargos de Presidente, de un tercio del Consejo Nacional de Administración y de un tercio del Senado.
Nuevamente hubo un triunfo electoral del Partido Colorado en la postulación presidencial; el candidato ganador, Juan Campisteguy, asumió el 1º de marzo de 1927. En tanto, el Consejo Nacional de Administración pasó a ser presidido por José Batlle y Ordóñez.
Junto a la elección del Poder Ejecutivo, se votaron los cargos de parte de los miembros del Poder Legislativo.

## Resultados
En los votos del Partido Colorado y el Partido Nacional se encontraron variaciones entre los escrutados por la Corte Electoral y los analizados por el Senado. En dicha instancia se contabilizaron 141.581 votos al Partido Colorado y 140.055 al Partido Nacional. No obstante esta diferencia de cifras no altera el resultado final de triunfo del Partido Colorado.

### Presidencia
| Partido político       | Lista | Candidato presidencial  | Votos obtenidos | Votos totales | Porcentaje |
| ---------------------- | ----- | ----------------------- | --------------- | ------------- | ---------- |
| Partido Colorado       | ?     | Juan Campisteguy        | 97.475          | 141.553       | 48,96 %    |
| Partido Colorado       | ?     | Julio María Sosa        | 43.929          | 141.553       | 48,96 %    |
| Partido Colorado       |       | Votos al lema           | 149             | 141.553       | 48,96 %    |
| Partido Nacional       | ?     | Luis Alberto de Herrera | 139.959         | 139.959       | 48,41 %    |
| Partido Blanco Radical | ?     | Lorenzo Carnelli        | 3.844           | 3.844         | 1,33 %     |
| Partido Comunista      | ?     | ?                       | 3.775           | 3.775         | 1,31 %     |

### Consejo Nacional de Administración
| Partido político                                               | Partido político             | Votos al partido | Porcentaje | Miembros obtenidos | Miembros totales |
| -------------------------------------------------------------- | ---------------------------- | ---------------- | ---------- | ------------------ | ---------------- |
| Partido Colorado                                               | Partido Colorado Batllista   | 77 592           | 26.84%     | 2                  | 5                |
| Partido Colorado                                               | Por la Tradición Colorada    | 37 076           | 12.82%     | 0                  | 5                |
| Partido Colorado                                               | Partido Colorado Gral Rivera | 18 358           | 6.35%      | 0                  | 5                |
| Partido Colorado                                               | Partido Colorado Radical     | 8 349            | 2.89%      | 0                  | 5                |
| Partido Colorado                                               | al lema                      | 178              | 0.05%      | 0                  | 5                |
| Partido Colorado                                               | Total                        | 141 553          | 48,95%     | 2                  | 5                |
| Partido Nacional                                               | Partido Nacional             | 139 959          | 48,41%     | 1                  | 4                |
| Partido Blanco Radical                                         | Partido Blanco Radical       | 3 844            | 1,33%      | 0                  | 0                |
| Partido Comunista                                              | Partido Comunista            | 3 775            | 1,31%      | 0                  | 0                |
| Total                                                          | Total                        | 289 131          | 100,00 %   | 3                  | 9                |
| Fuentes: Enciclopedia Electoral del Uruguay 1900-2010, Nohlen, |                              |                  |            |                    |                  |

### Senado
Se eligieron miembros del colegio electoral de senadores para los departamentos de Canelones, Artigas, Soriano, Florida, Durazno y Salto. Este último departamento no pudo ponerse de acuerdo en un candidato a senador, por lo cual Salto no tuvo quien lo representase en la cámara alta por el período 1927-33.
| Partido o lema        | Votos            | %                | Senadores obtenidos | Senadores totales | +/-              |
| --------------------- | ---------------- | ---------------- | ------------------- | ----------------- | ---------------- |
| Partido Colorado      | 32,823           | 46.9             | 3                   | 6                 | -1               |
| Partido Nacional      | 37,119           | 53.03            | 2                   | 12                | 0                |
| Partido Comunista     | 44               | 0.07             | 0                   | 0                 | 0                |
| Total                 | 69,986           | 100.00           | 5                   | 18                | -1               |
| Fuente:               |                  |                  |                     |                   |                  |
| Presidente del Senado |                  |                  |                     |                   |                  |
| Titular               | Titular          | Titular          | Electo              | Electo            | Electo           |
| Duvimioso Terra       | Duvimioso Terra  | Duvimioso Terra  | Duvimioso Terra     | Duvimioso Terra   | Duvimioso Terra  |
| Partido Colorado      | Partido Colorado | Partido Colorado | Partido Colorado    | Partido Colorado  | Partido Colorado |